# Eberhard Grisebach

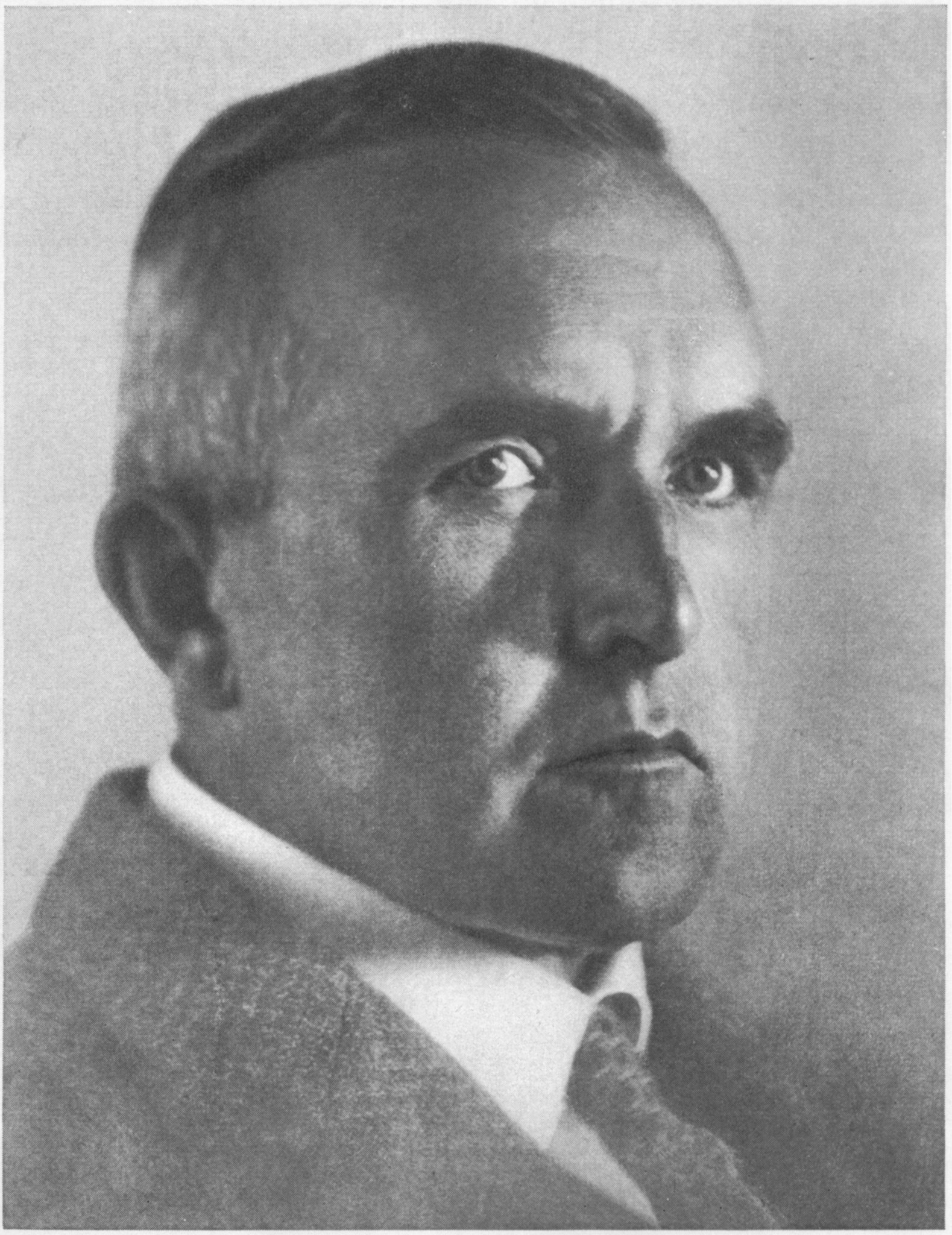
Eberhard Grisebach

Eberhard Grisebach (* 27. Februar 1880 in Hannover; † 16. Juli 1945 in Zürich) war ein deutscher Philosoph, der durch seine Freundschaft mit Friedrich Gogarten (1887–1967), neben Karl Barth (1886–1968), einem Begründer der so genannten 'Dialektischen Theologie', und als Mitentdecker und Mitbegründer der so genannten dialogischen Ich-Du-Philosophie die philosophische und theologische Diskussion der 1920er- und 1930er-Jahre mit angeregt hat.

## Herkunft
Grisebach ist der Name einer ursprünglich aus Pommern stammenden und seit 1647 in Hannover nachweisbaren Beamtenfamilie. 
Seine Eltern waren der Regierungsvizespräsident Rudolf Grisebach (1838–1910) und dessen Ehefrau Marie Karoline Hedwig von Harnier (1857–1883), eine Tochter des Abgeordneten Adolf von Harnier.
Eberhard Grisebach war ein Neffe des Literaturwissenschaftlers Eduard Grisebach (1845–1906) und des Architekten Hans Grisebach (1848–1904). Der gleichaltrige Kunsthistoriker August Grisebach (1881–1950) war sein Vetter, der Berliner Architekt Helmuth Grisebach (1883–1970) sein jüngerer Bruder. Sein ältestes von fünf Kindern war der bekannte Siegerländer Maler Lothar Grisebach.

## Leben

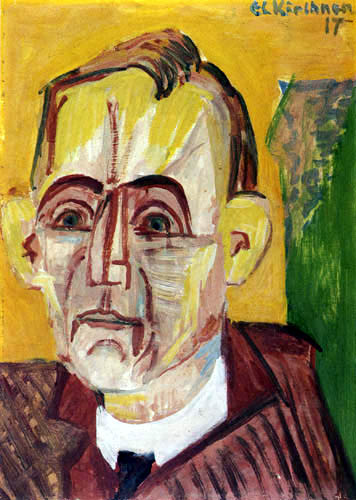
Eberhard Grisebach porträtiert 1917 von Ernst Ludwig Kirchner

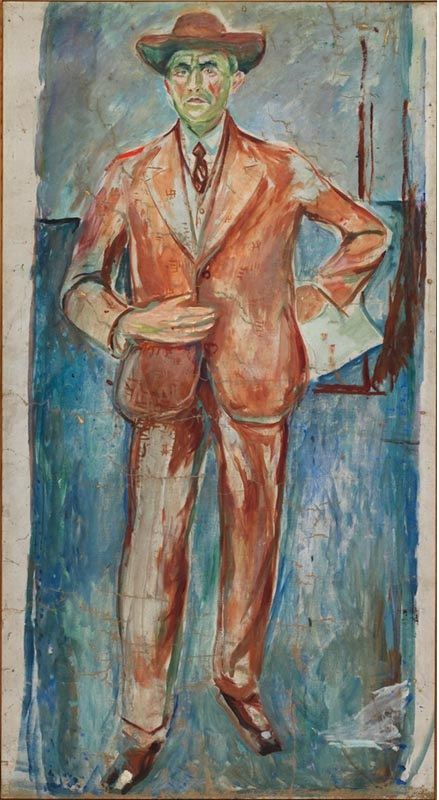
Eberhard Grisebach porträtiert von Edvard Munch 1932

Eberhard Grisebach besuchte die Fürstenschule in Wernigerode am Harz, wo sein Vater Rudolf Grisebach seit 1890 als Kammerpräsident des Fürsten von Stollberg-Wernigerode amtierte. 1900 ging er zu einem Architekturstudium an die Technische Hochschule Darmstadt. Von 1901 bis 1903 studierte er an der Technischen Hochschule Charlottenburg, hörte aber auch an der Universität Berlin den Kunsthistoriker Heinrich Wölfflin (1864–1945), mit dem ihn zeit seines Lebens eine tiefe Freundschaft verband.
Wegen einer Tuberkuloseerkrankung verbrachte er die Jahre 1904 bis 1909 im schweizerischen Davos. Dort heiratete er 1909 auch Lotte Spengler, Tochter des Lungenarztes Lucius Spengler. Während dieser Jahre der Muße und Nichttätigkeit, die seinem Leben eine entscheidende Wende gab, bemühte er sich, über Fragen der menschlichen Gemeinschaft nachzudenken. Aus diesem Antriebe nahm er 1909 bei Rudolf Eucken an der Universität Jena ein Studium der Philosophie auf, das er 1910 mit einer Dissertation Kultur als Formbildung abschloss.
1913 erlangte er durch seine Habilitationsschrift Kulturphilosophische Arbeit der Gegenwart in Jena die universitäre Lehrbefugnis. Er lehrte dort ab 1922 als außerordentlicher Professor Philosophie. 1931 wurde er auf den Lehrstuhl der Philosophie, Pädagogik und Psychologie der Universität Zürich berufen.

## Denken
Eberhard Grisebachs philosophisches Denken wurde anfangs sehr stark von seinem zu dieser Zeit an der Universität in Jena forschenden Lehrer und späteren Literaturnobelpreisträger Rudolf Eucken beeinflusst und geprägt. Eucken galt zu Anfang des 20. Jahrhunderts als einer der führenden deutschsprachigen Philosophen, der sich in der Nachfolge und zugleich, seiner eigenen Zeit gemäßen, Absetzung Kants um eine sowohl erkenntnis- als auch erfahrungsgeleitete Bestimmung eines so genannten Neoidealismus bemühte. Grisebachs Kultur als Formbildung, 1910, wandelte ganz auf diesen, von seinem philosophischen Lehrer vorgegebenen Bahnen. Aber bereits in seiner Habilitationsschrift Kulturphilosophische Arbeit der Gegenwart, 1913, setzte er sich, weitgehend ästhetisch bestimmt, von seinem einstigen philosophischen Lehrmeister Rudolf Eucken ab, indem er sich mit dem Denken Wilhelm Diltheys, Georg Simmels und Heinrich Rickerts, einer der Gutachter der Habilitationsschrift Martin Heideggers, kritisch auseinandersetzte. Erkenntnisleitend war für Grisebach allerdings schon der Begriff des Lebens, dessen Bestimmung, als pädagogischer und ethischer verstanden, „im weitesten Sinne die vornehmste Aufgabe der Philosophie“ sei. Es ist schon in dieser Frühschrift Grisebachs erkennbar, dass er die erkenntnistheoretische Frage nach der Wirklichkeit in eine ethische Frage nach der Wirklichkeit des Handeln-Sollens zu transformieren beabsichtigt. Einen gänzlichen Abstand von der neoidealistischen Position seines einstigen Lehrers Rudolf Eucken, die das Ethische, und damit auch das Pädagogische, als unwirklich erscheinen lässt, und somit für Grisebach nicht länger hinnehmbar war, gewann er in einer Reihe von Schriften, von welchen vor allem Probleme der wirklichen Bildung, 1923, und Die Grenzen des Erziehers und seine Verantwortung, 1924, zu nennen sind. Grisebachs Hauptwerk, Gegenwart, 1928, ist Ausdruck eines aufrüttelnden Denkens, welches jegliche „Selbstgewißheit eines vermeintlich ethischen Wissens zu erschüttern“ (Meyer 1966, 98) sich zum Ziel setzt.

## Schriften
- Kultur als Formbildung. Verlag Thomas & Hubert. Weida Thüringen 1910. 68 Seiten. Philosophische Dissertation bei Rudolf Eucken, Universität zu Jena, 1910.
- Kulturphilosophische Arbeit der Gegenwart. Eine synthetische Darstellung ihrer besonderen Denkweisen. Verlag Thomas & Hubert. Weida Thüringen 1913. 136 Seiten. Habilitationsschrift, Philosophische Fakultät der Universität zu Jena, 1914.
- Wahrheit und Wirklichkeiten. Entwurf zu einem metaphysischen System. Verlag Max Niemeyer. Halle Saale 1919. X, 384 Seiten. Rezension: August Messer. In: Deutsche Litteraturzeitung. 1920. Nummer 19 – 21.
- Die Schule des Geistes. Verlag Max Niemeyer. Halle Saale 1921. 48 Seiten. Friedrich Dannenberg und Friedrich Gogarten gewidmet. Inhalt: 1 Vorwort. 2 Erstes Buch. Der Grundriß der Bildung. 3 Zweites Buch. Der Aufbau der Bildungsanstalt. 4 Drittes Buch. Die Erziehung zur Bildung.
- Erkenntnis und Glaube. Rede zur Bestimmung der Grenzen der Erkenntnis[,] gehalten auf Einladung der Kantgesellschaft Ortsgruppe Basel. Verlag Max Niemeyer. Halle Saale 1923. 48 Seiten. Inhalt: 1 Vorwort. 2 Einleitung. Entwicklung des Problems. 3 Der Gegenstand der Erkenntnis und die Nicht-anwendbarkeit der Identität. 4 Die Versuchungen des Erkennenden. 5 Die ethische Wendung und die Frage nach dem realen Gesetz. 6 Georg Simmels Lösungsversuch. 7 Der Satz des realen Widerspruchs als Grundsatz der Ethik. 8 Anwendung dieses Satzes auf das Denken. 9 Anwendung des Widerspruchs auf die Prinzipien. 10. Der sich ergebende konkrete Wert. Die Gemeinschaft. 11 Die Folgen der Emanenz des Realgrundes für die Erkenntnis. 12 Der Glaube. 13 Abschluß. Die Ergebnisse der methodischen Besinnung. Erläuterung: Grisebach hielt seine Rede, die er 1923 drucken ließ, an dem 27. Oktober 1922. Ihr dargestellter Inhalt will unmittelbar an seine Veröffentlichung Die Schule des Geistes, Halle Saale 1921, die Friedrich Dannenberg und Friedrich Gogarten gewidmet ist, anschließen. Grisebach verweist, hinsichtlich seiner „Auseinandersetzung mit [s]einem Freunde, dem Theologen Friedrich Gogarten, die die Unterscheidung von Philosophie und Theologie betraf“ (3), auf Gogartens Veröffentlichungen Von Glaube und Offenbarung, Jena 1922, und Die Entscheidung, die als Aufsatz 1923 in der von Georg Merz herausgegebenen Zeitschrift Zwischen den Zeiten erschienen sind.
- Probleme der wirklichen Bildung. Eine Zusammenstellung kleinerer Arbeiten der letzten Zeit. Verlag Chr.[istian] Kaiser. München 1923. 108 Seiten. Inhalt: 1 Politik und Weltanschauung. 2 Das Problem des wirklichen Rechts. 3 Bildung und Wissenschaft. 4 Volksbildung. 5 Vom Diesseits und Jenseits.
- Die Grenzen des Erziehers und seine Verantwortung. 1924.
- Gegenwart. 1928
- Brunners Verteidigung der Theologie. In: Zwischen den Zeiten. Band 7. München 1929. S. 90–106.
- Freiheit und Zucht. 1936.
- Die Schicksalsfrage des Abendlandes. Drei Vorträge. 1942. Inhalt: 1 Was ist Wahrheit in Wirklichkeit? 1939. 2 Jeremias Gotthelfs Anweisung zum wirklichen Leben. 1940. 3 Das Moderne in der Kunst. 1941.
- Jacob Burckhardt als Denker. 1943.
- Maler des Expressionismus im Briefwechsel mit Eberhard Grisebach. Herausgegeben und mit einem Nachwort versehen von Lothar Grisebach. Verlag Christian Wegner. Hamburg 1962. 174 Seiten.
- Philosophie und Theologie in realer Dialektik. Briefwechsel E.[berhard] Grisebach [und] Fr.[iedrich] Gogarten 1921/[19]22. Herausgegeben von Michael Freyer. Verlag G. Schindele. Rheinstetten 1979. 2, 158 Seiten.
- "Ich bin den friedlichen Bürgern zu modern". Aus Eberhard Grisebachs Briefwechsel mit seinen Malerfreunden. Herausgegeben vom Kirchner Museum Davos. Zusammengestellt von Lothar Grisebach. Überarbeitet und neu kommentiert von Lucius Grisebach. Verlag Scheidegger & Spiess, Zürich 2010.
- Ernst Ludwig Kirchner. Mit einem Nachwort von Lucius Grisebach. Piet Meyer Verlag, Bern und Wien 2014